# Saison 2014 de l'équipe cycliste Tinkoff-Saxo

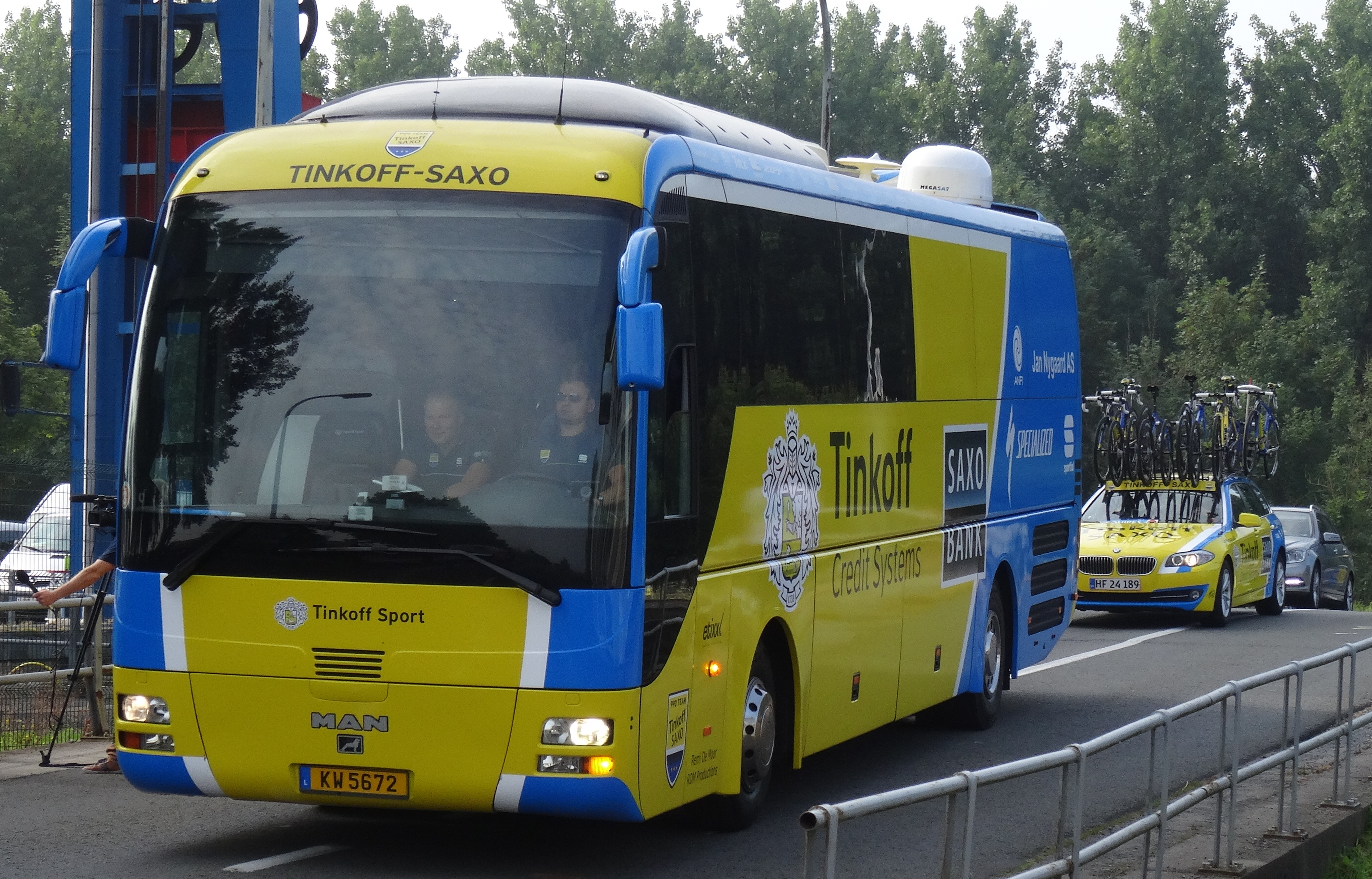
Le bus de l'équipe et une voiture lors de la 2e étape du Tour de Wallonie 2014.

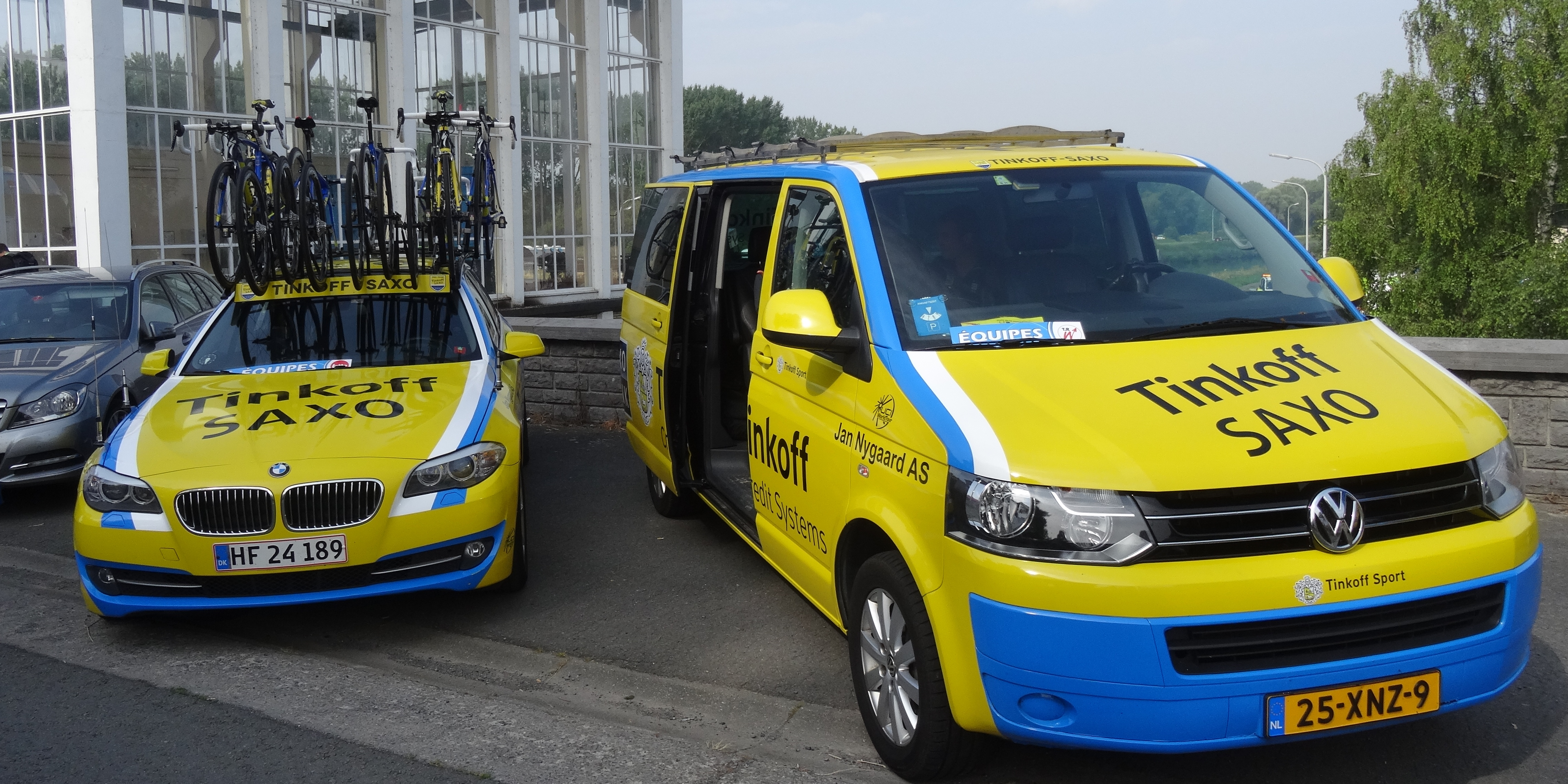
Une voiture et une camionnette lors de la 2e étape du Tour de Wallonie 2014.

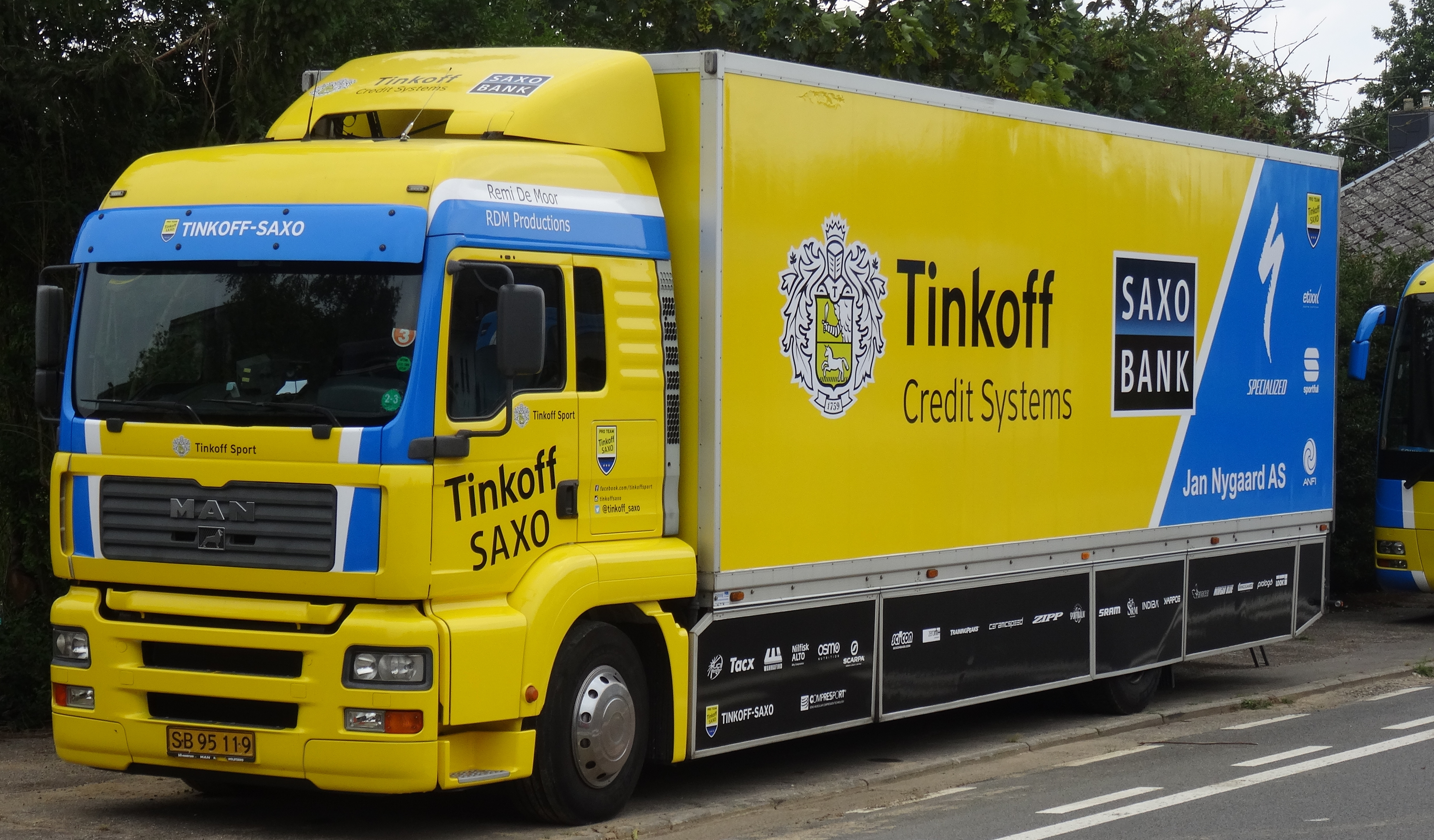
Le camion lors de la 5e étape du Tour de Wallonie 2014.

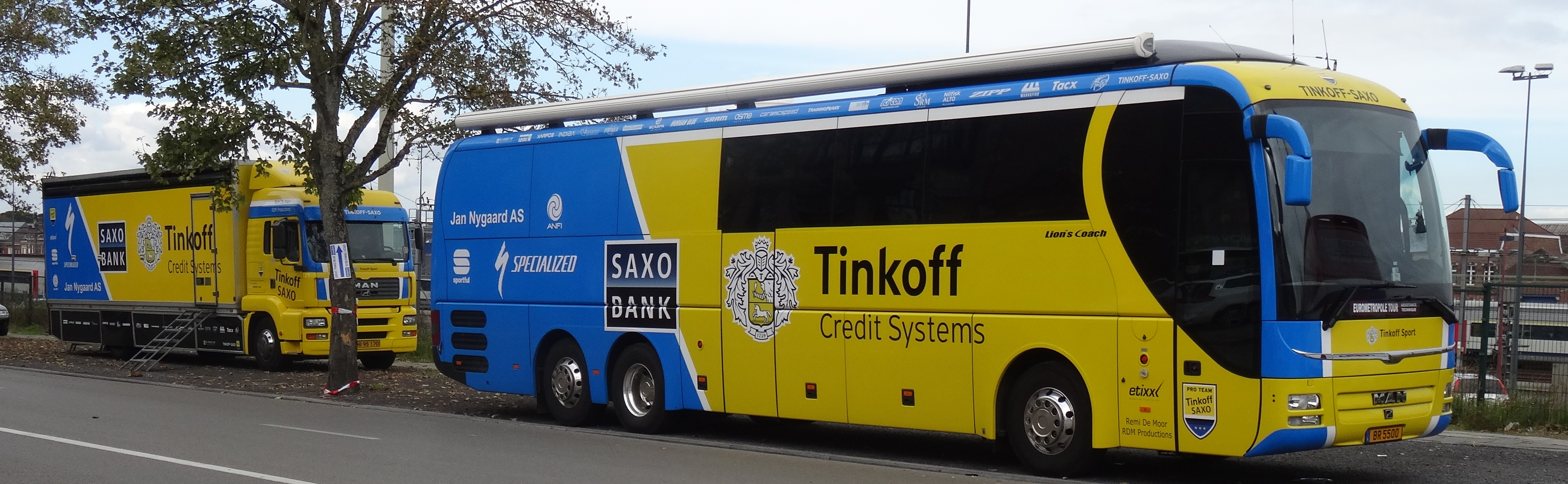
Le bus principal lors de l'arrivée de la 4e étape de l'Eurométropole Tour 2014 à Tournai.

La saison 2014 de l'équipe cycliste Tinkoff-Saxo est la quatorzième saison de l'équipe au plus haut niveau du cyclisme professionnel et la deuxième avec le sponsor Tinkoff Bank, arrivé durant la saison 2012. L'autre sponsor principal, Saxo Bank, est présent depuis six ans. Le milliardaire russe Oleg Tinkov ayant racheté la licence de l'équipe à Bjarne Riis durant l'hiver, l'appellation de l'équipe est désormais Tinkoff-Saxo et celle-ci passe après les Tour Down Under sous licence russe.

## Préparation de la saison 2014

### Sponsors et financement de l'équipe
Les deux sponsors principaux de l'équipe restent les mêmes que l'année passée, à savoir la banque danoise Saxo Bank et la banque russe Tinkoff Credit Systems dont l'investissement est assuré par le milliardaire Oleg Tinkov depuis juin 2012. Elle annonce par ailleurs un changement de nom par rapport à celui de l'année précédente. En effet, Oleg Tinkov ayant racheté la licence de l'équipe à Bjarne Riis durant l'hiver, l'appellation de l'équipe est désormais Tinkoff-Saxo. Le budget de l'équipe pour l'année 2014 est de 10 millions d'euros.
Le fournisseur de cycles de l'équipe est Specialized. Fournisseur de Saxo-Tinkoff depuis 2009, la marque américaine est le sponsor attitré d'Alberto Contador.

### Arrivées et départs
Sept départs et sept arrivées sont dénombrés pour la saison 2014.
| Arrivées        | Équipe 2013                 |
| --------------- | --------------------------- |
| Edward Beltrán  | EPM-UNE                     |
| Jesper Hansen   | Cult Energy                 |
| Michal Kolar    | Dukla Trenčín Trek          |
| Paweł Poljański | Acqua & Sapone Mocaiana     |
| Ivan Rovny      | Ceramica Flaminia-Fondriest |
| Nikolay Trusov  | De Rijke-Shanks             |
| Michael Valgren | Cult Energy                 |

| Départs              | Équipe 2014             |
| -------------------- | ----------------------- |
| Jonathan Cantwell    | Drapac                  |
| Mads Christensen     | Cult Energy Vital Water |
| Timothy Duggan       | Retraite                |
| Jonas Aaen Jørgensen | Riwal                   |
| Anders Lund          | Retraite                |
| Takashi Miyazawa     | Vini Fantini Nippo      |
| Benjamín Noval       | Retraite                |

## Déroulement de la saison
Rory Sutherland se classe 6ème de la 3ème étape et Nikolai Trusov se classe 8ème de la 4ème étape et Michal Kolar du tour Down Under

## Coureurs et encadrement technique

### Effectif

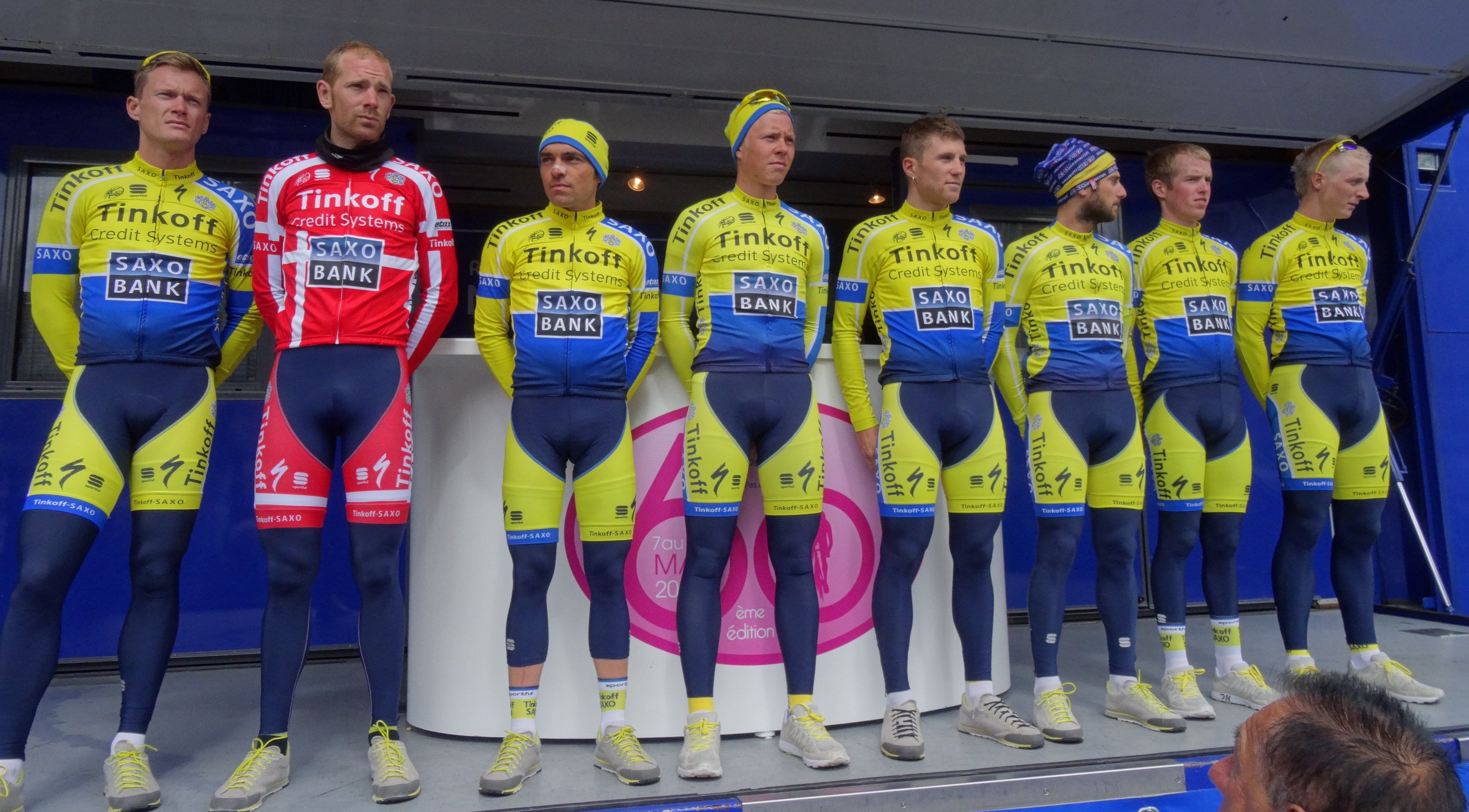
Matti Breschel, Michael Mørkøv, Oliver Zaugg, Michael Valgren, Michal Kolar, Manuele Boaro, Jesper Hansen et Marko Kump aux Quatre Jours de Dunkerque 2014.

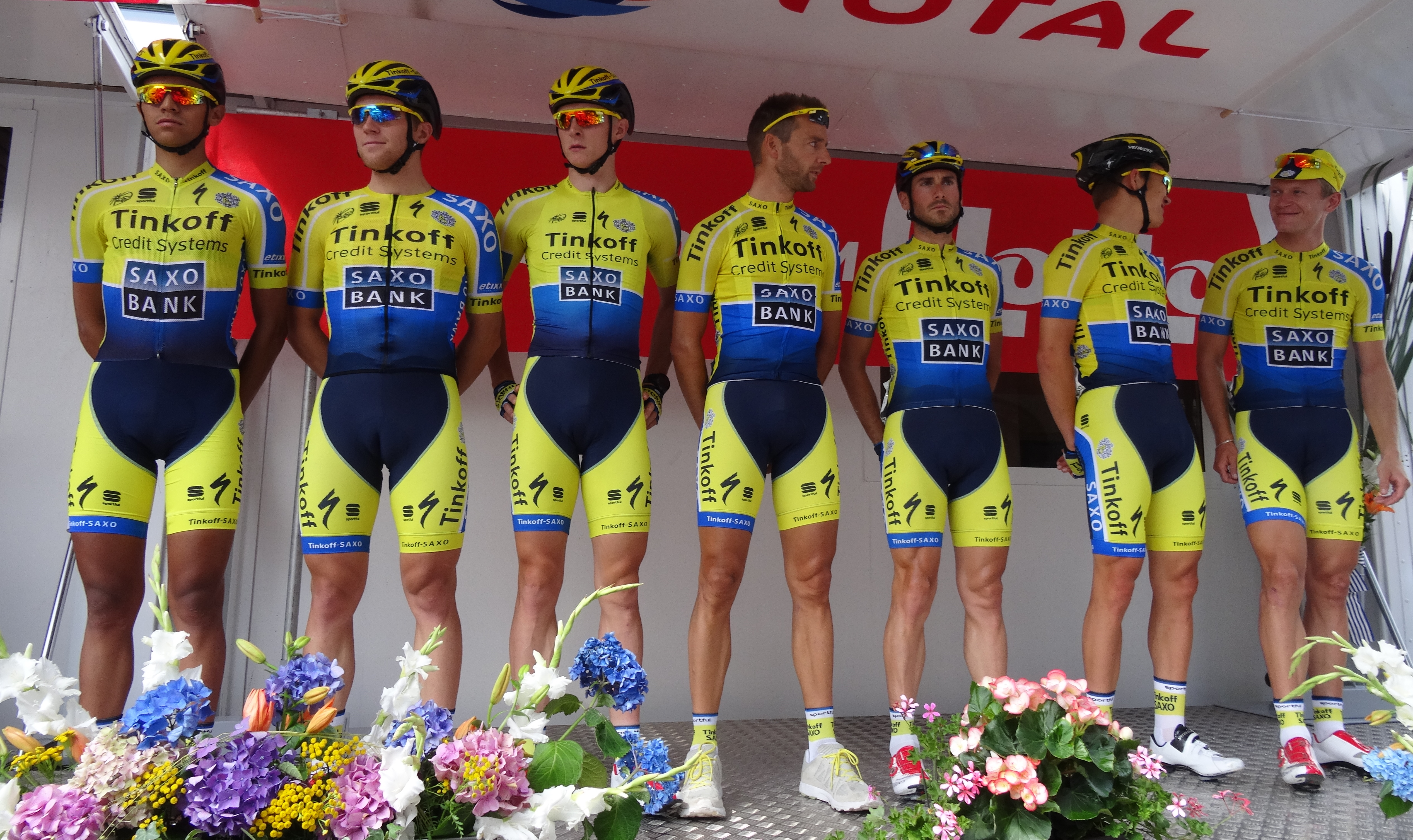
L'équipe lors du Tour de Wallonie 2014.

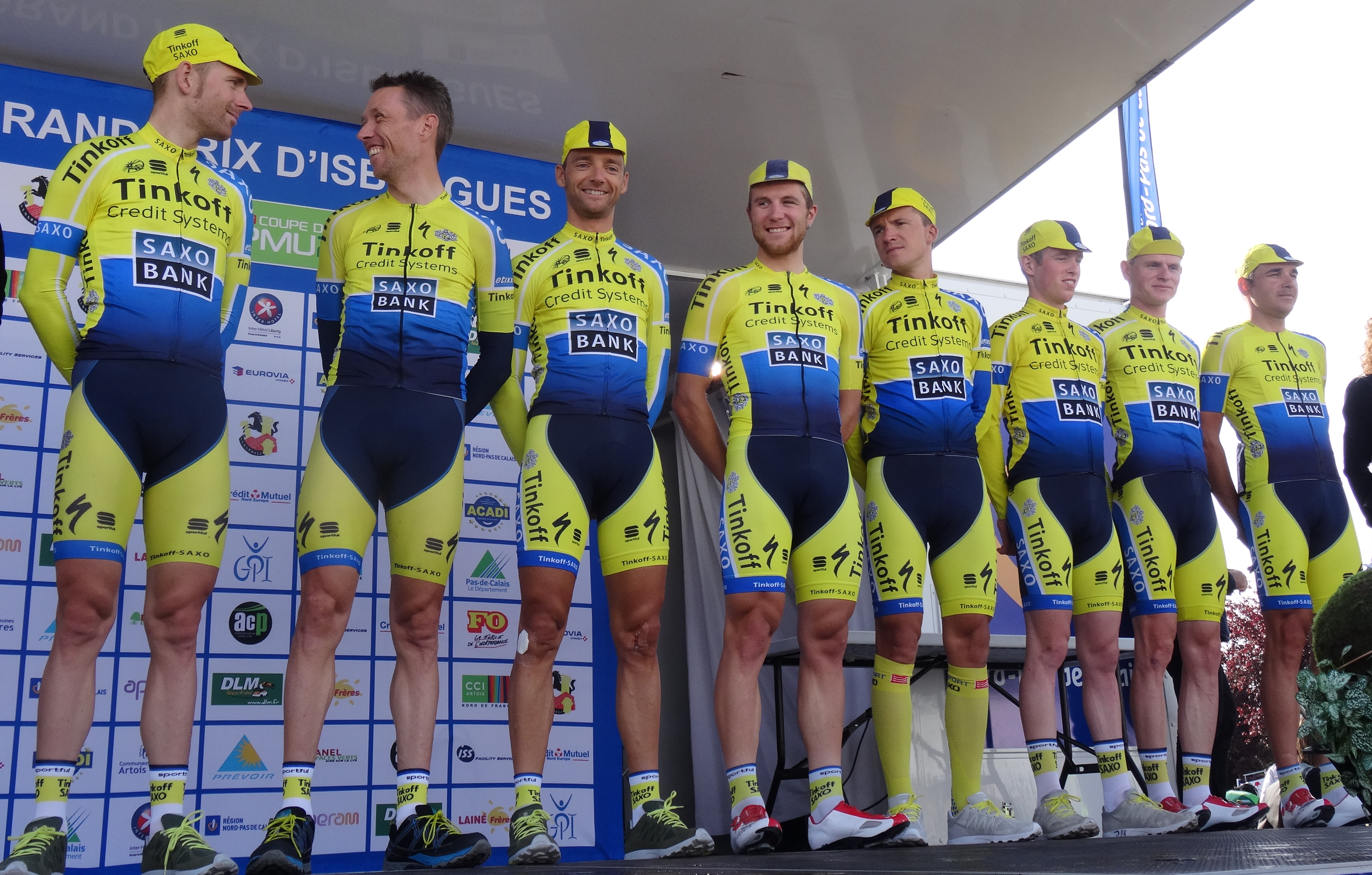
L'équipe lors du Grand Prix d'Isbergues 2014.

| Cycliste                 | Date de naissance | Nationalité | Équipe 2013                 |
| ------------------------ | ----------------- | ----------- | --------------------------- |
| Edward Beltrán           | 18 janvier 1990   | Colombie    | EPM-UNE                     |
| Daniele Bennati          | 24 septembre 1980 | Italie      | Saxo-Tinkoff                |
| Manuele Boaro            | 12 mars 1987      | Italie      | Saxo-Tinkoff                |
| Matti Breschel           | 31 août 1984      | Danemark    | Saxo-Tinkoff                |
| Alberto Contador         | 6 décembre 1982   | Espagne     | Saxo-Tinkoff                |
| Jesper Hansen            | 23 octobre 1990   | Danemark    | Cult Energy                 |
| Jesús Hernández Blázquez | 28 septembre 1981 | Espagne     | Saxo-Tinkoff                |
| Christopher Juul Jensen  | 6 juillet 1989    | Danemark    | Saxo-Tinkoff                |
| Michal Kolar             | 21 décembre 1992  | Slovaquie   | Dukla Trenčín Trek          |
| Roman Kreuziger          | 6 mai 1986        | Tchéquie    | Saxo-Tinkoff                |
| Karsten Kroon            | 29 janvier 1976   | Pays-Bas    | Saxo-Tinkoff                |
| Marko Kump               | 9 septembre 1988  | Slovénie    | Saxo-Tinkoff                |
| Rafał Majka              | 12 septembre 1989 | Pologne     | Saxo-Tinkoff                |
| Jay McCarthy             | 8 septembre 1992  | Australie   | Saxo-Tinkoff                |
| Michael Mørkøv           | 30 avril 1985     | Danemark    | Saxo-Tinkoff                |
| Sérgio Paulinho          | 26 mars 1980      | Portugal    | Saxo-Tinkoff                |
| Evgueni Petrov           | 25 mai 1978       | Russie      | Saxo-Tinkoff                |
| Bruno Pires              | 15 mai 1981       | Portugal    | Saxo-Tinkoff                |
| Paweł Poljański          | 6 mai 1990        | Pologne     | Acqua & Sapone Mocaiana     |
| Nicolas Roche            | 3 juillet 1984    | Irlande     | Saxo-Tinkoff                |
| Michael Rogers           | 20 décembre 1979  | Australie   | Saxo-Tinkoff                |
| Ivan Rovny               | 30 septembre 1987 | Russie      | Ceramica Flaminia-Fondriest |
| Chris Anker Sørensen     | 5 septembre 1984  | Danemark    | Saxo-Tinkoff                |
| Nicki Sørensen           | 5 mai 1975        | Danemark    | Saxo-Tinkoff                |
| Rory Sutherland          | 8 février 1982    | Australie   | Saxo-Tinkoff                |
| Matteo Tosatto           | 14 mai 1974       | Italie      | Saxo-Tinkoff                |
| Nikolay Trusov           | 2 juillet 1985    | Russie      | De Rijke-Shanks             |
| Michael Valgren          | 7 février 1992    | Danemark    | Cult Energy                 |
| Oliver Zaugg             | 9 mai 1981        | Suisse      | Saxo-Tinkoff                |
| Stagiaire                | Date de naissance | Nationalité | Équipe 2014                 |
| Rasmus Guldhammer        | 9 mars 1989       | Danemark    | Trefor-Blue Water           |

Portraits
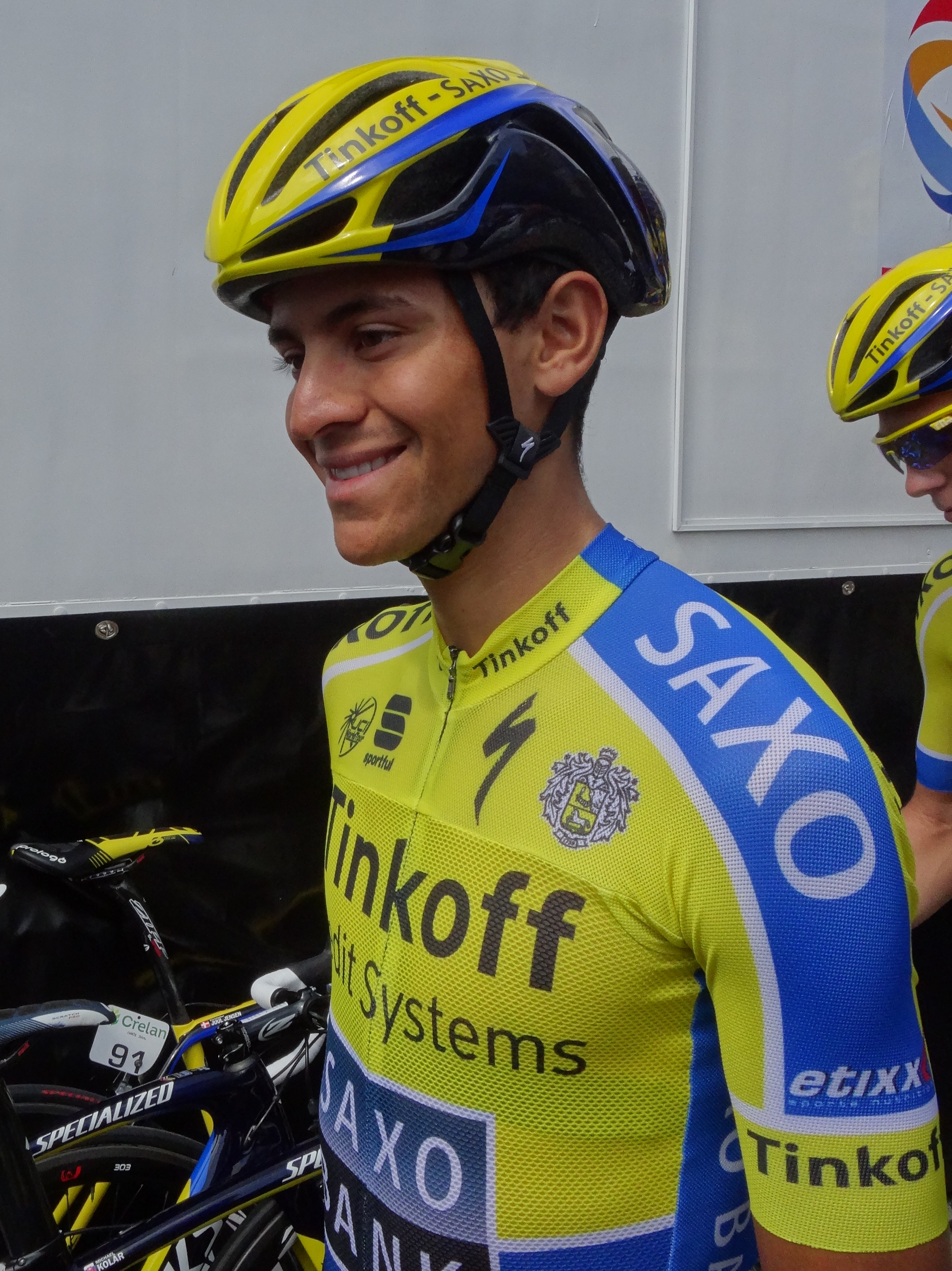
Edward Beltrán.
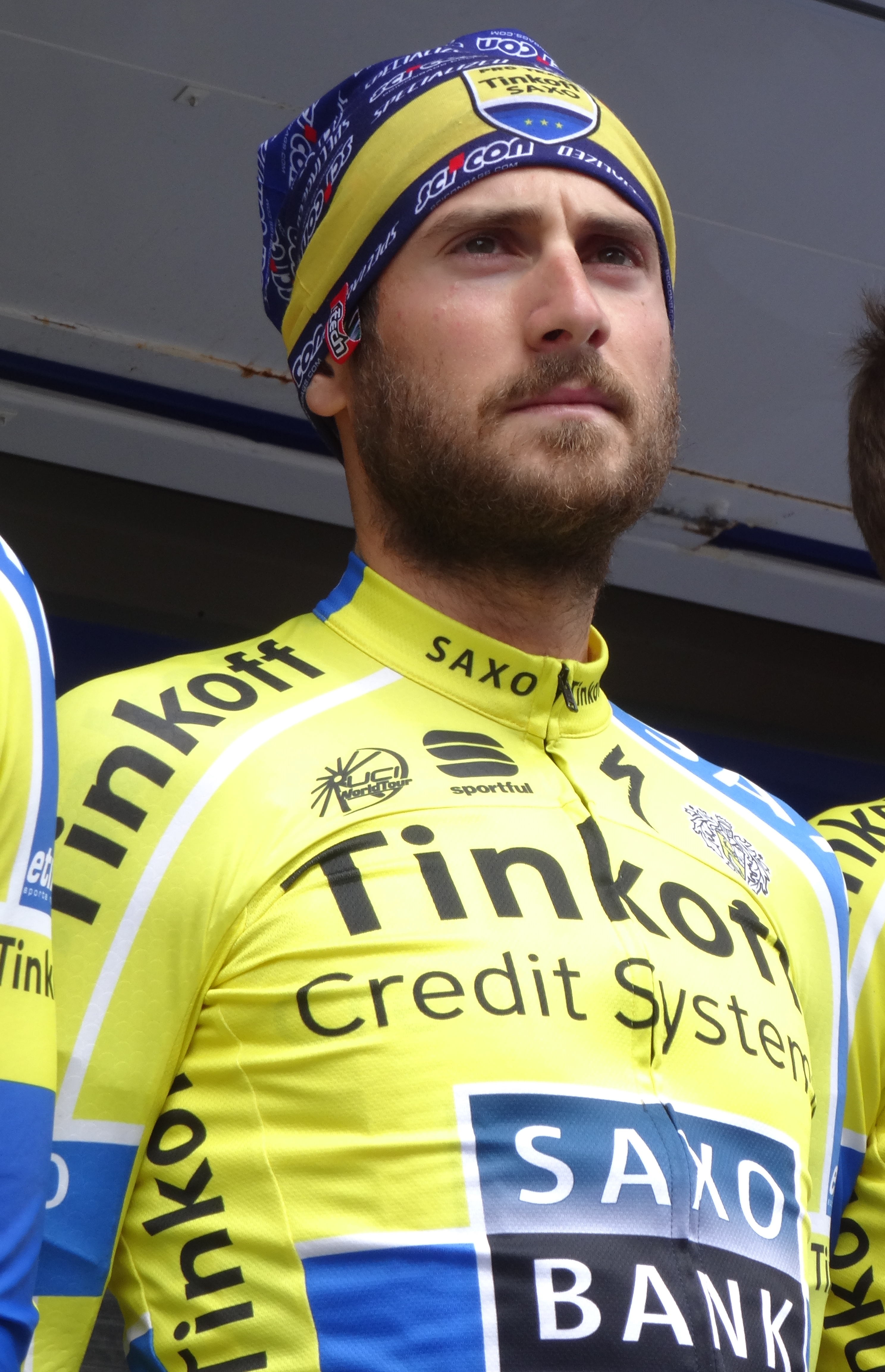
Manuele Boaro.
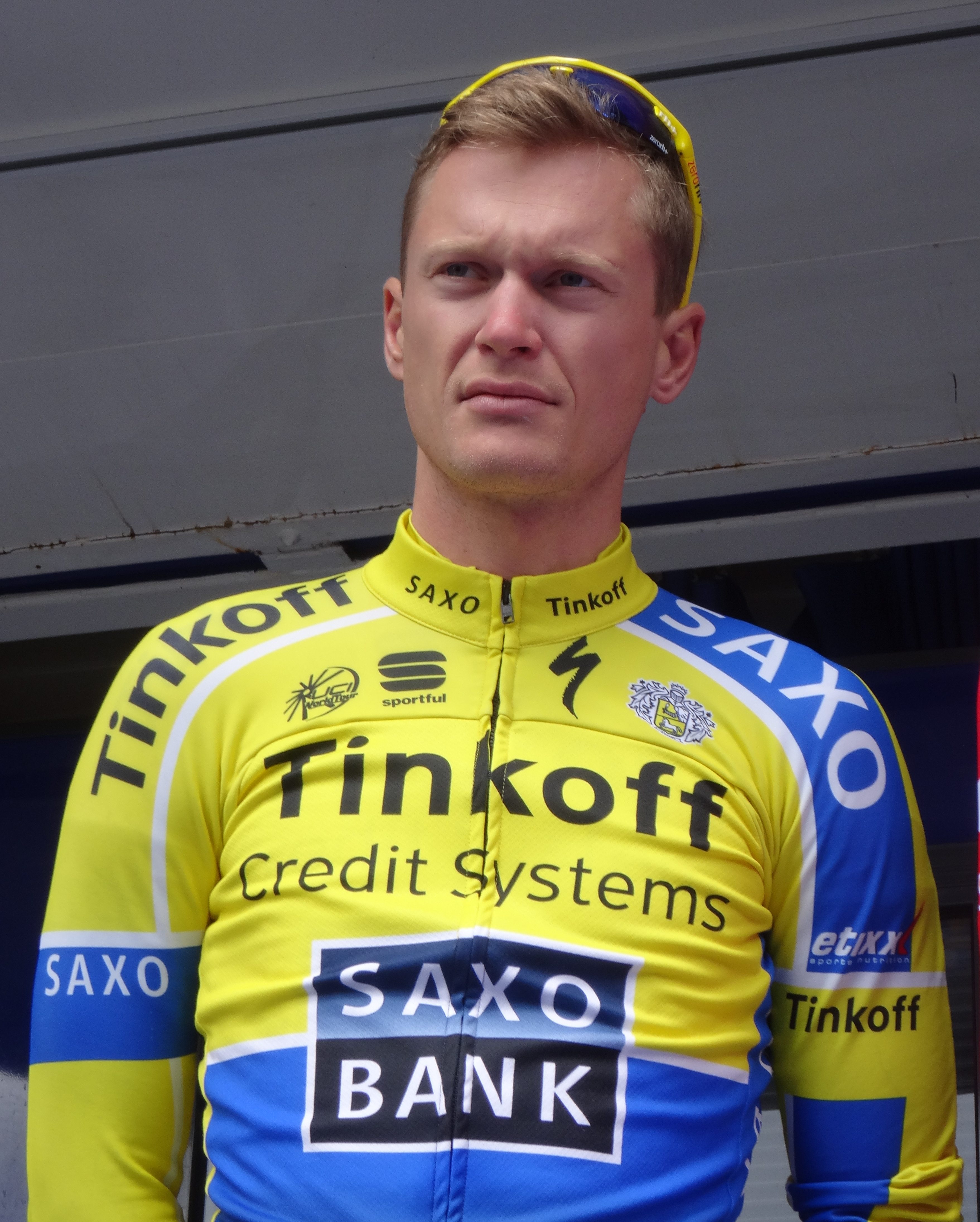
Matti Breschel.
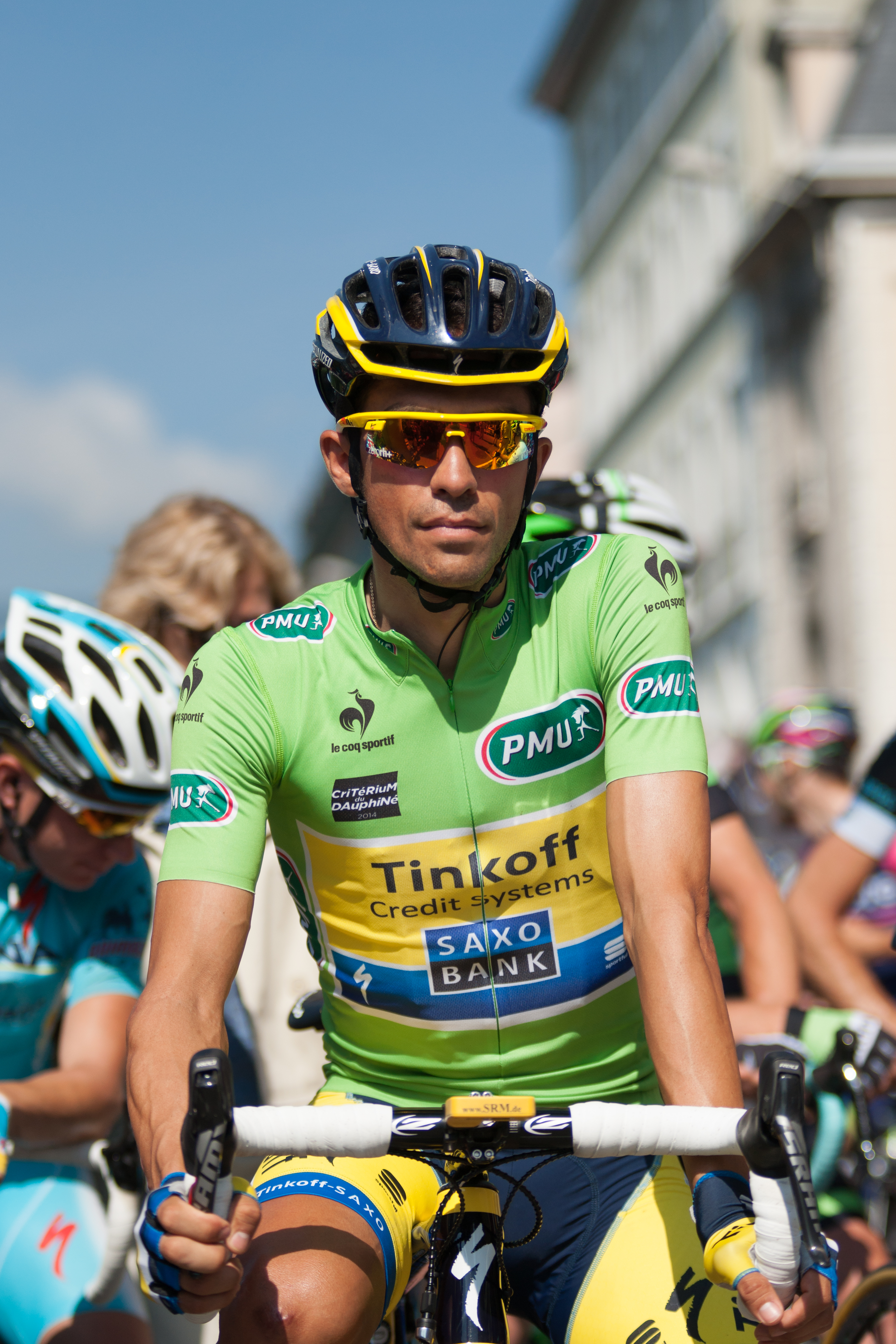
Alberto Contador.
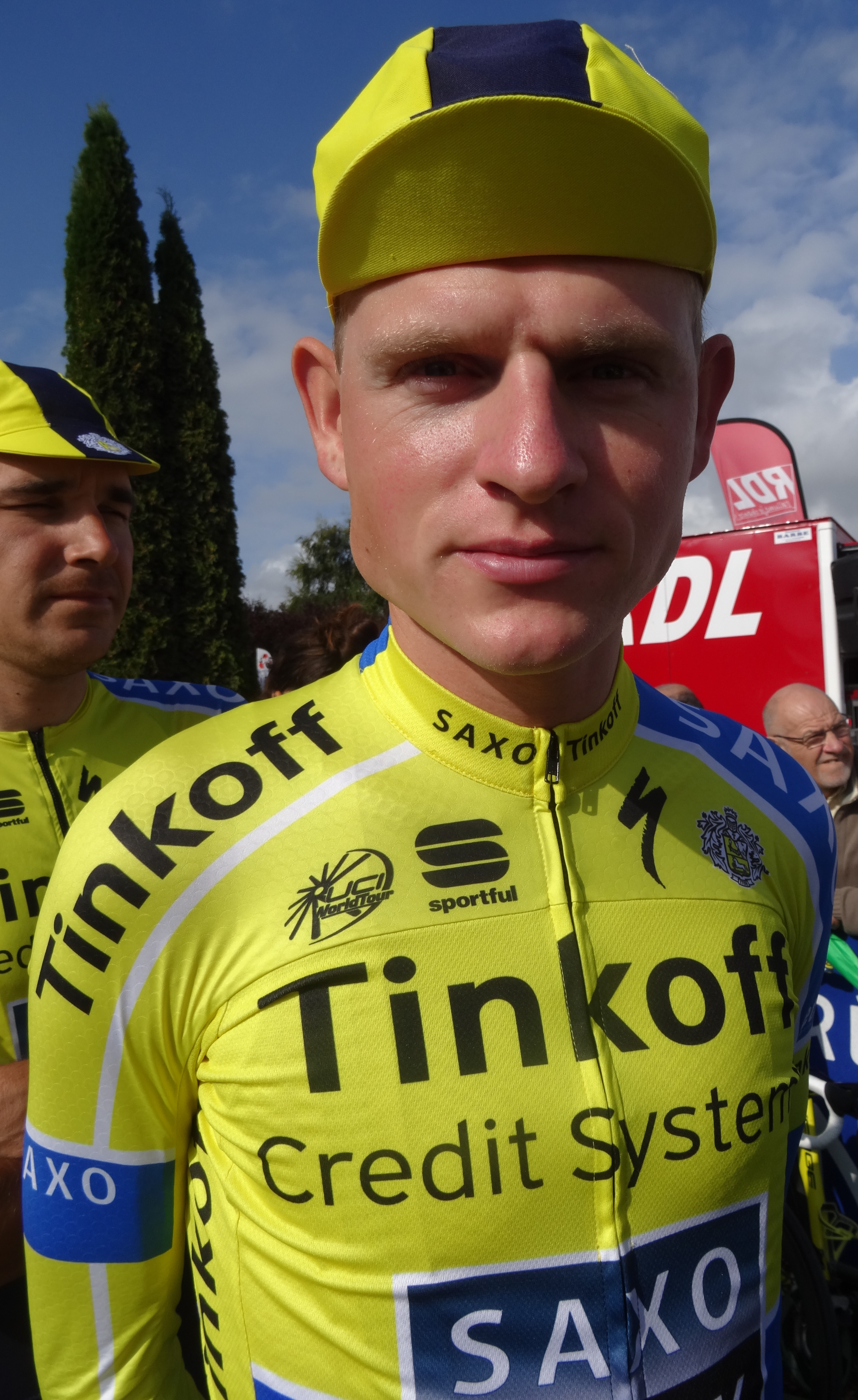
Rasmus Guldhammer.
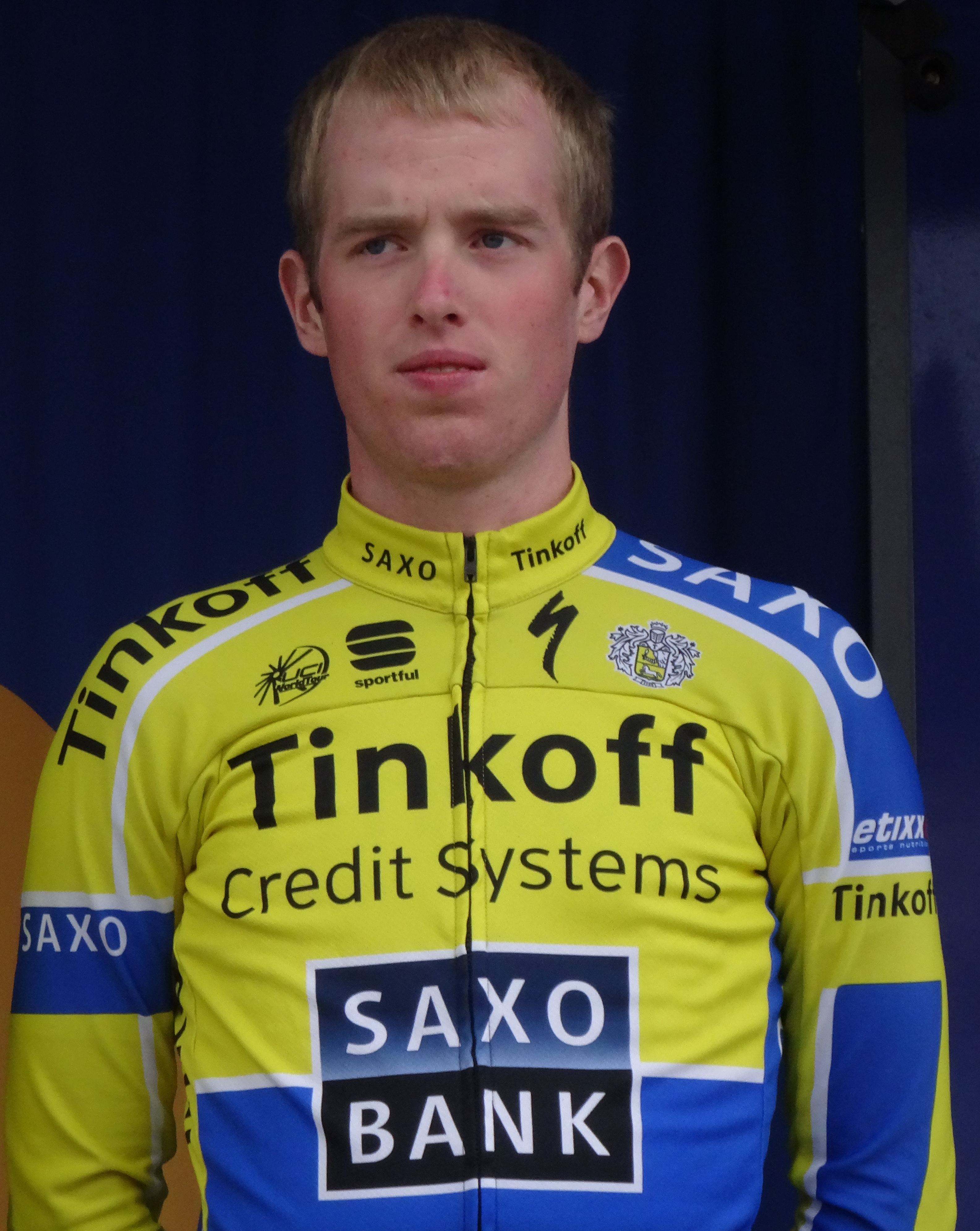
Jesper Hansen.
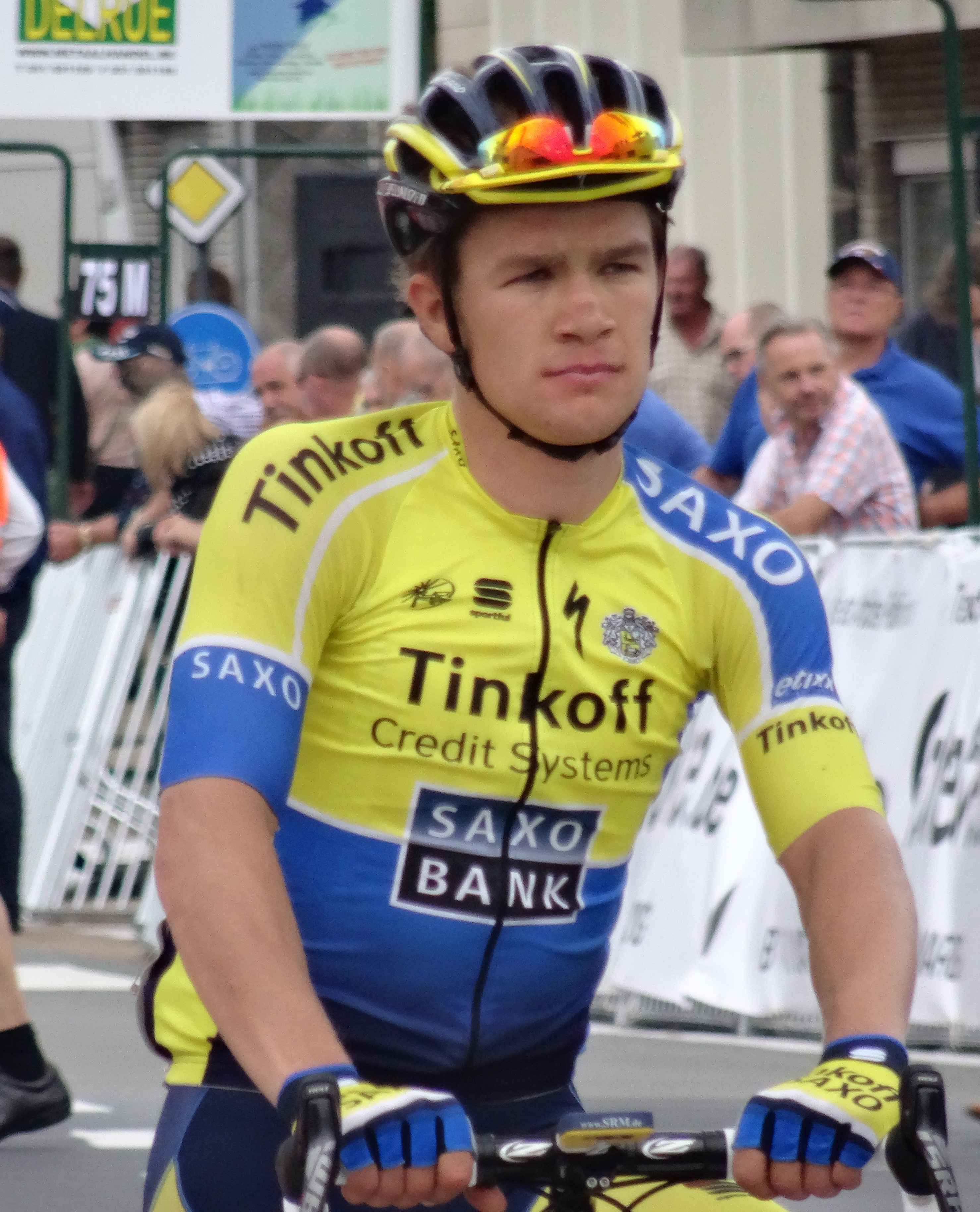
Christopher Juul Jensen.
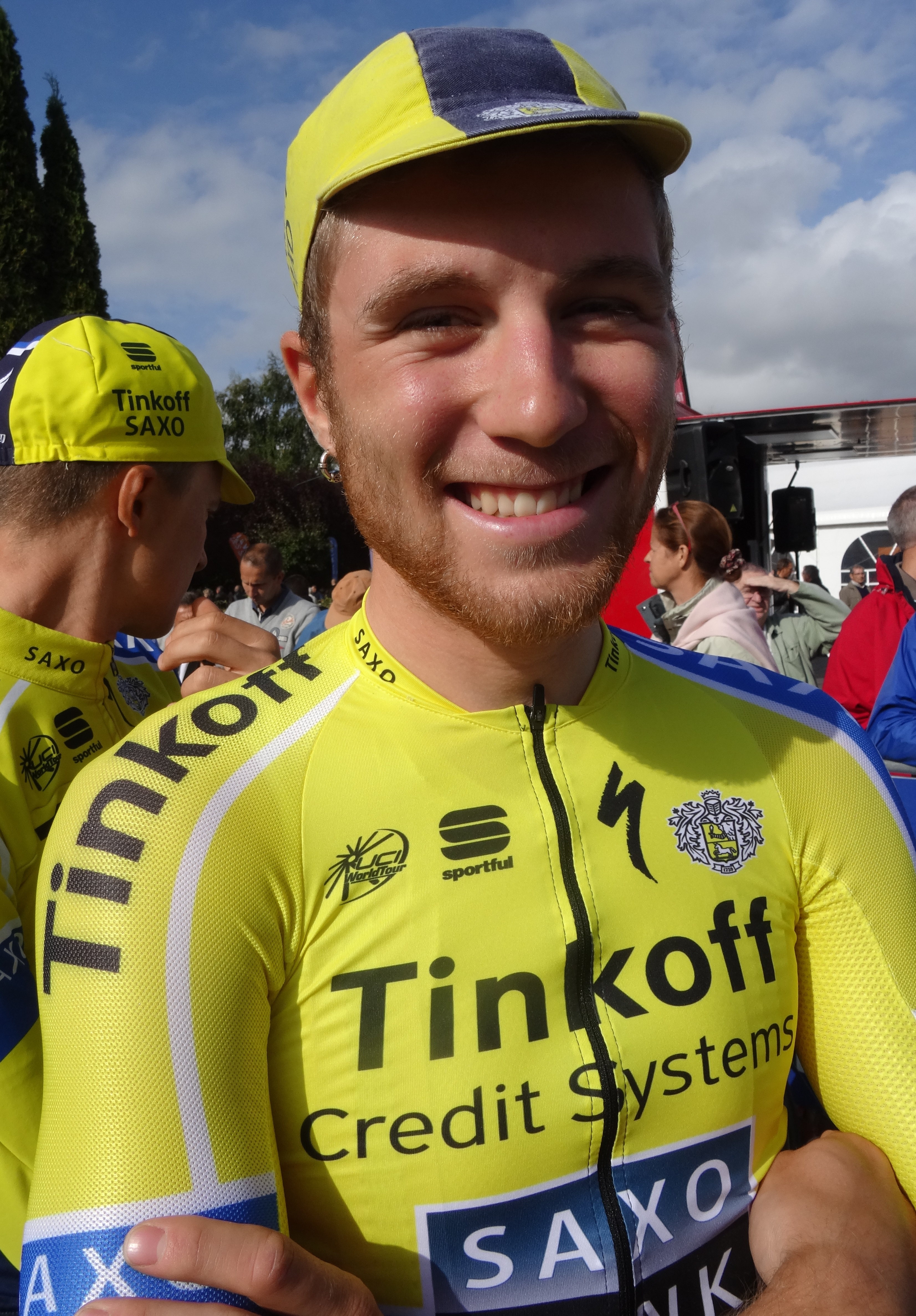
Michal Kolar.
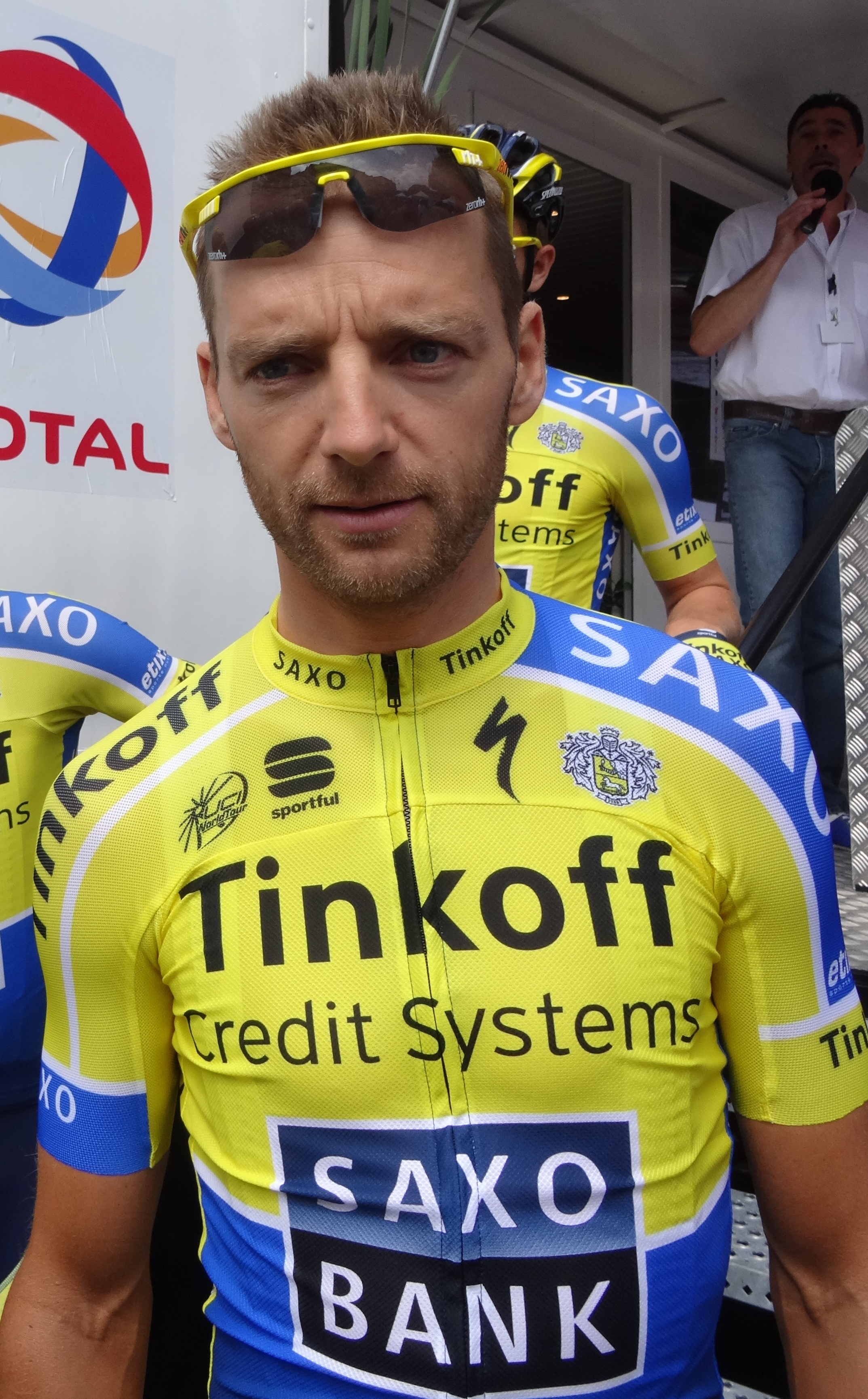
Karsten Kroon.
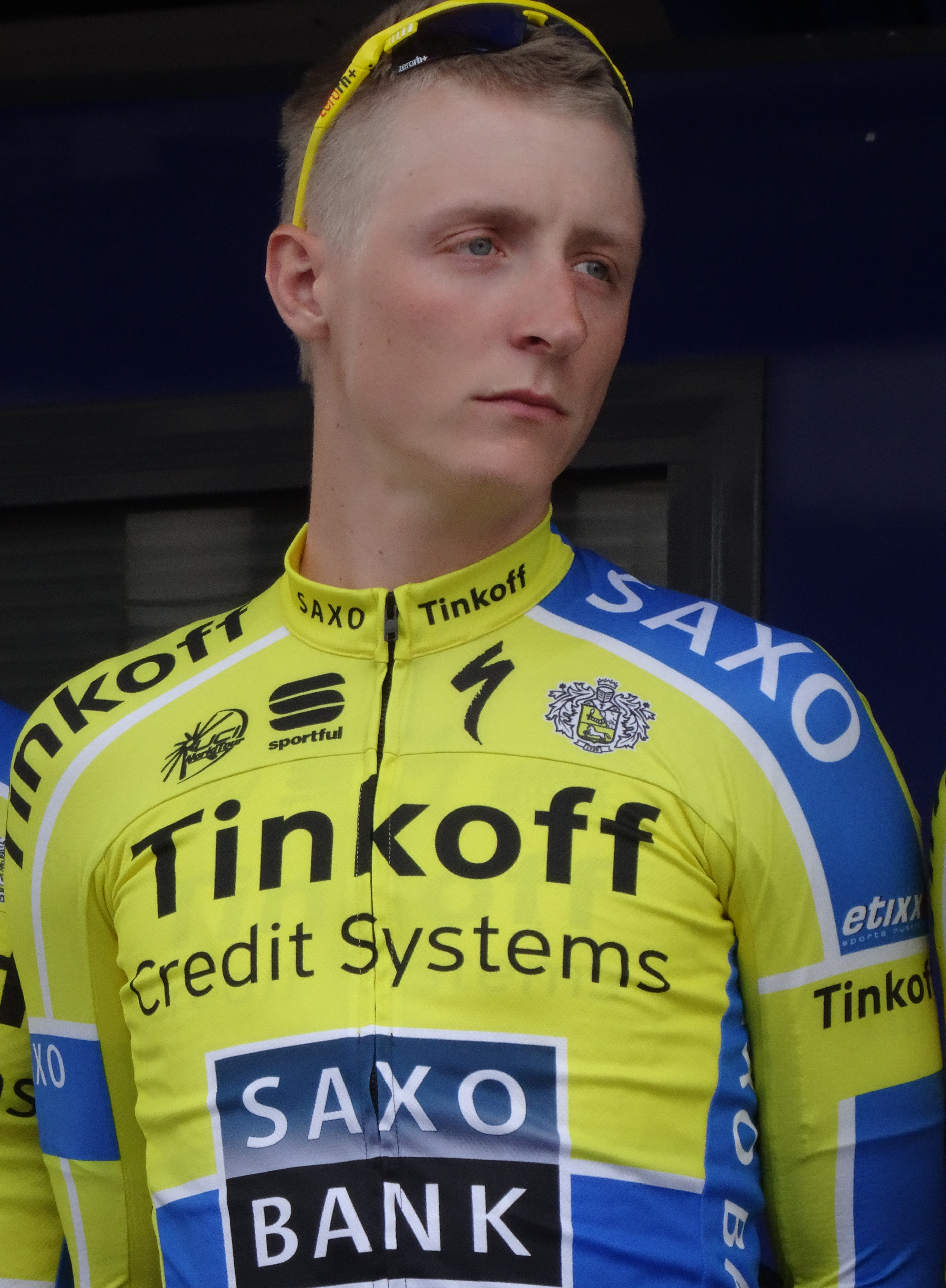
Marko Kump.
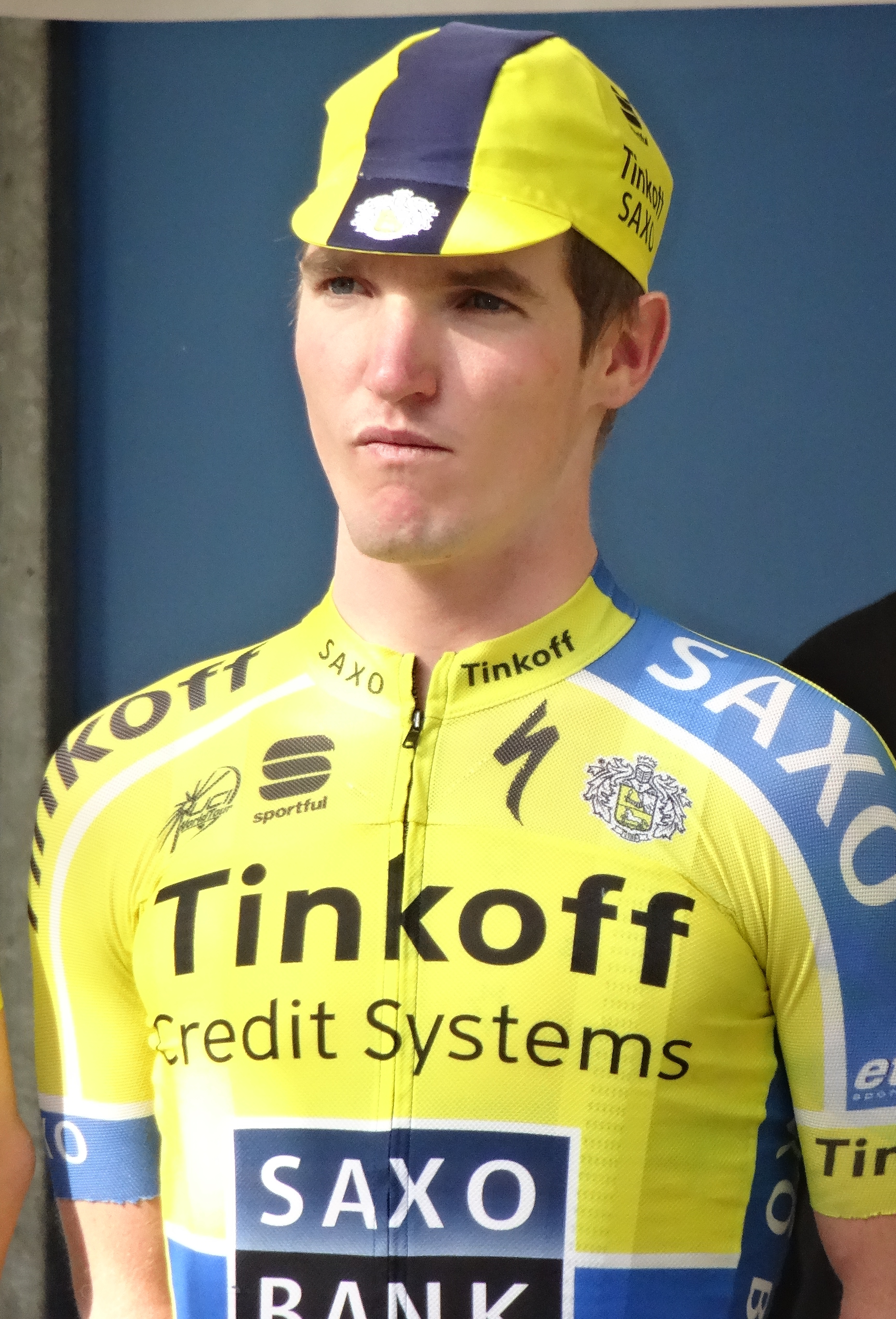
Jay McCarthy.
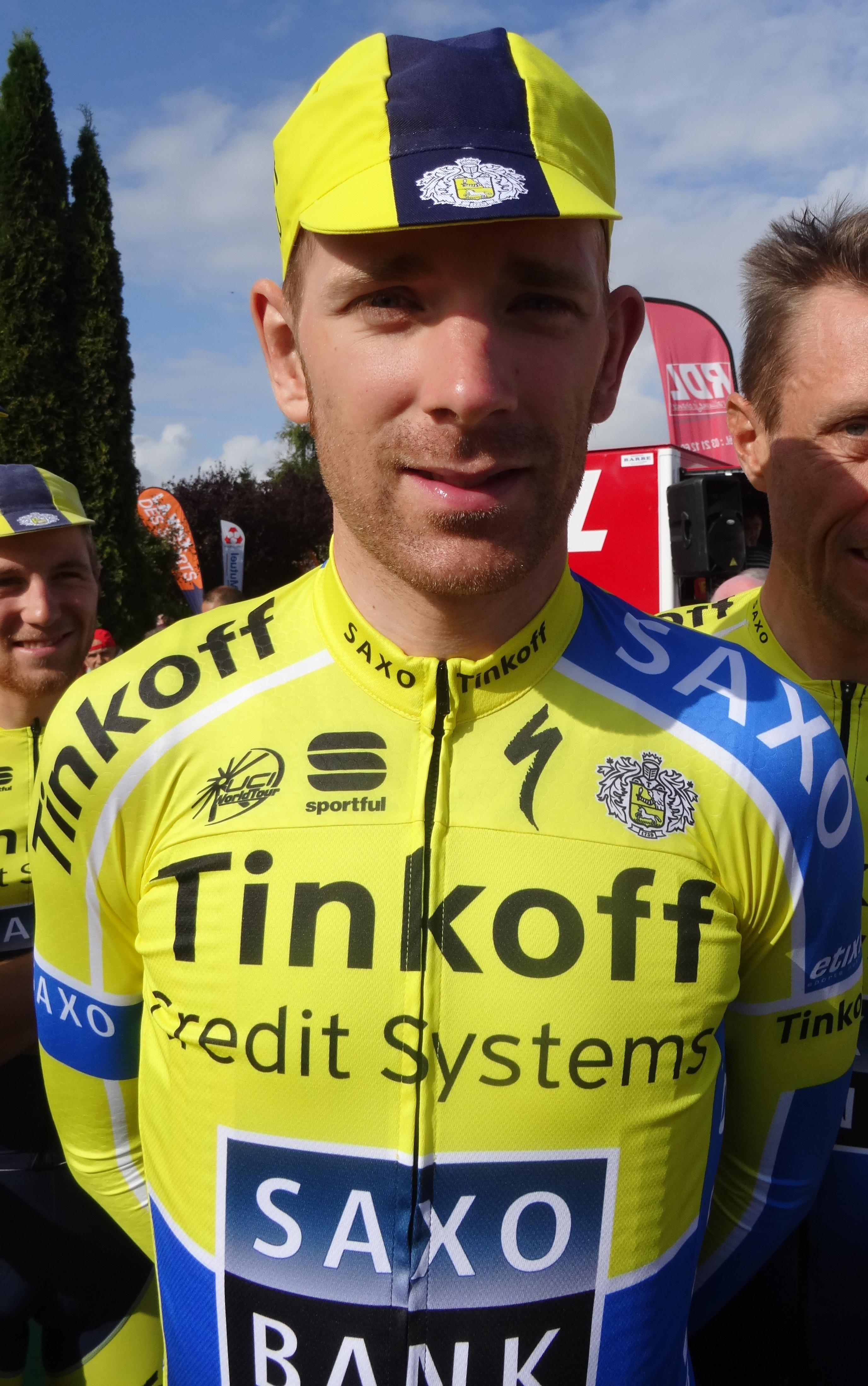
Michael Mørkøv.
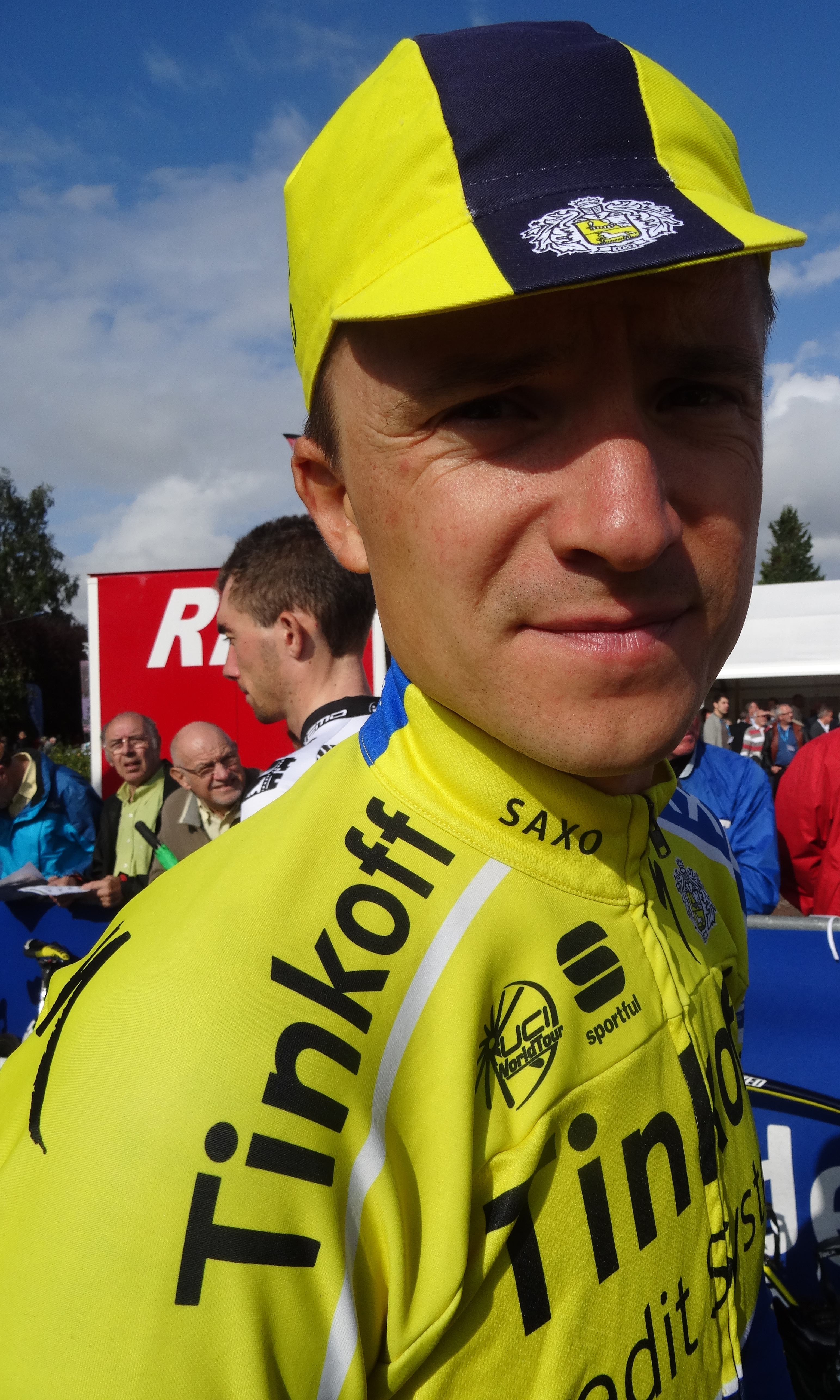
Evgueni Petrov.
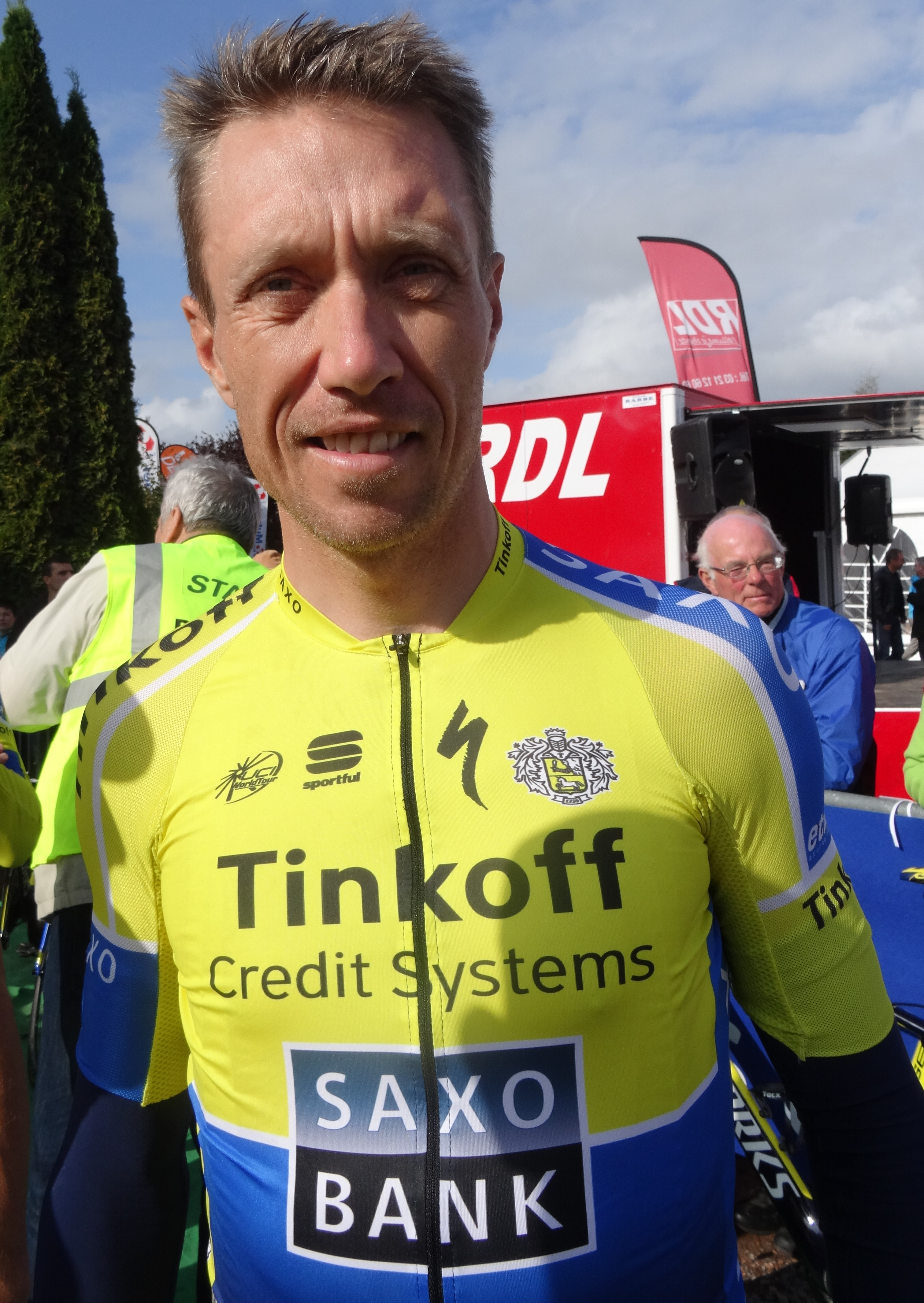
Nicki Sørensen.
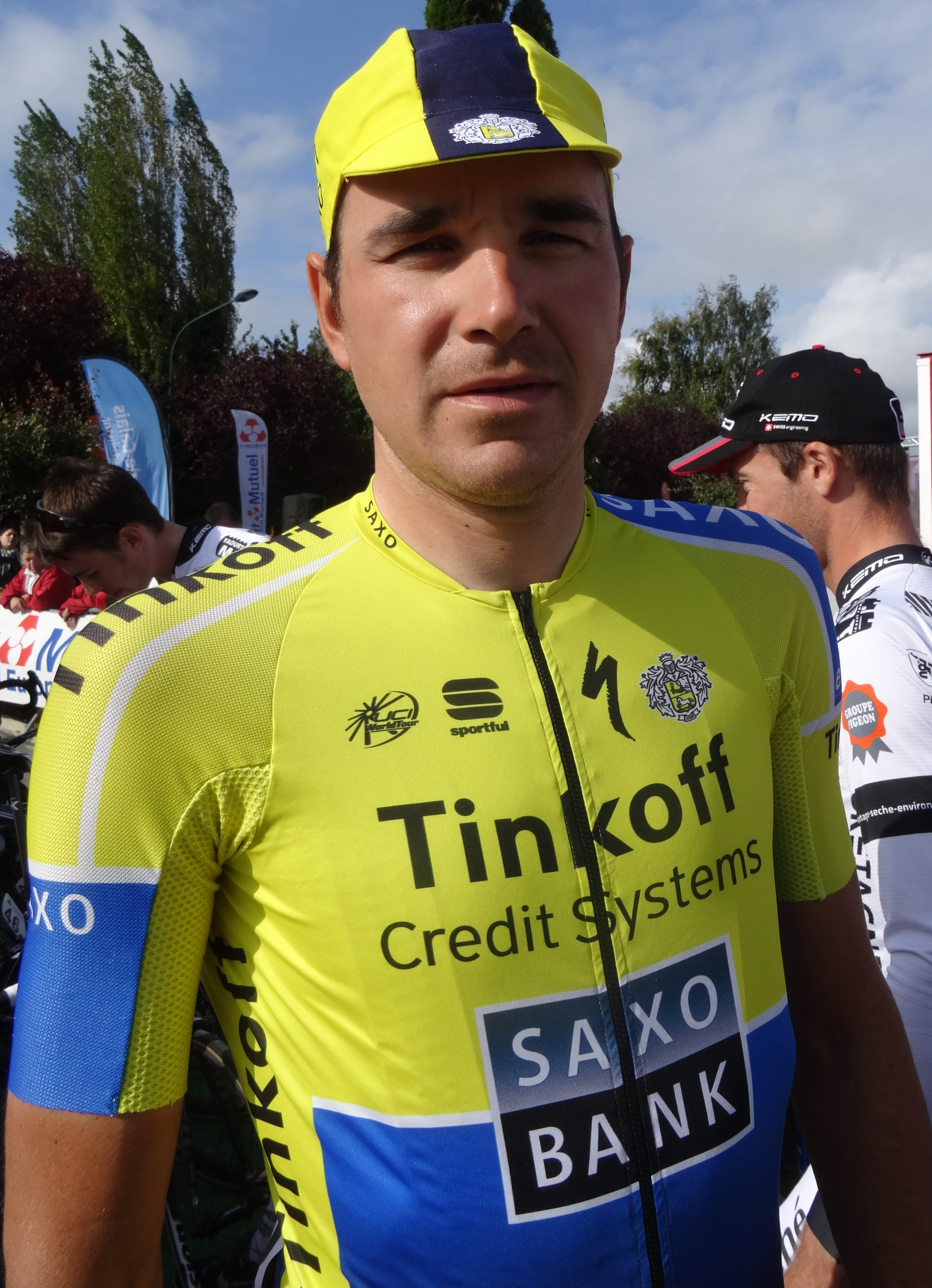
Nikolay Trusov.
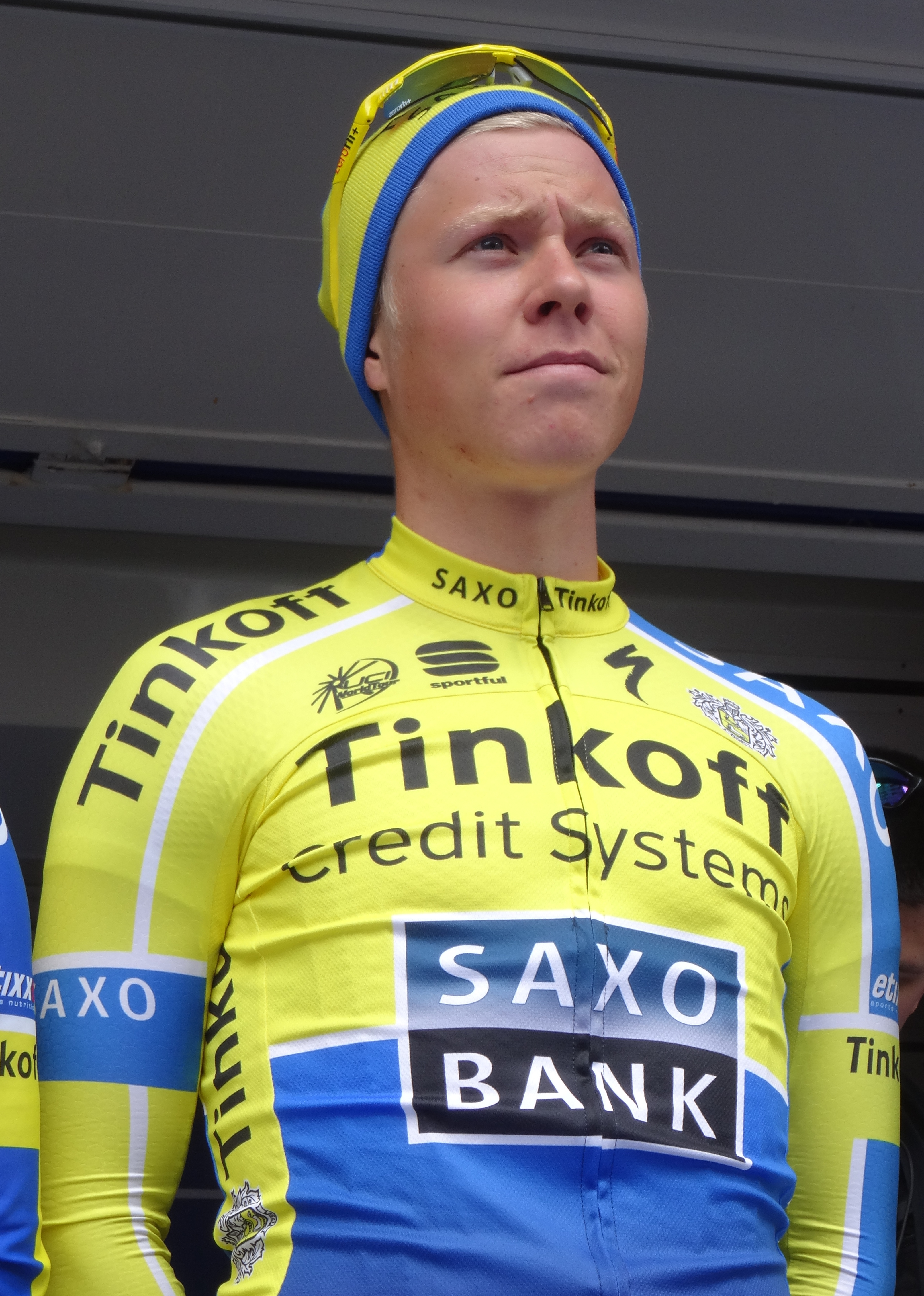
Michael Valgren.
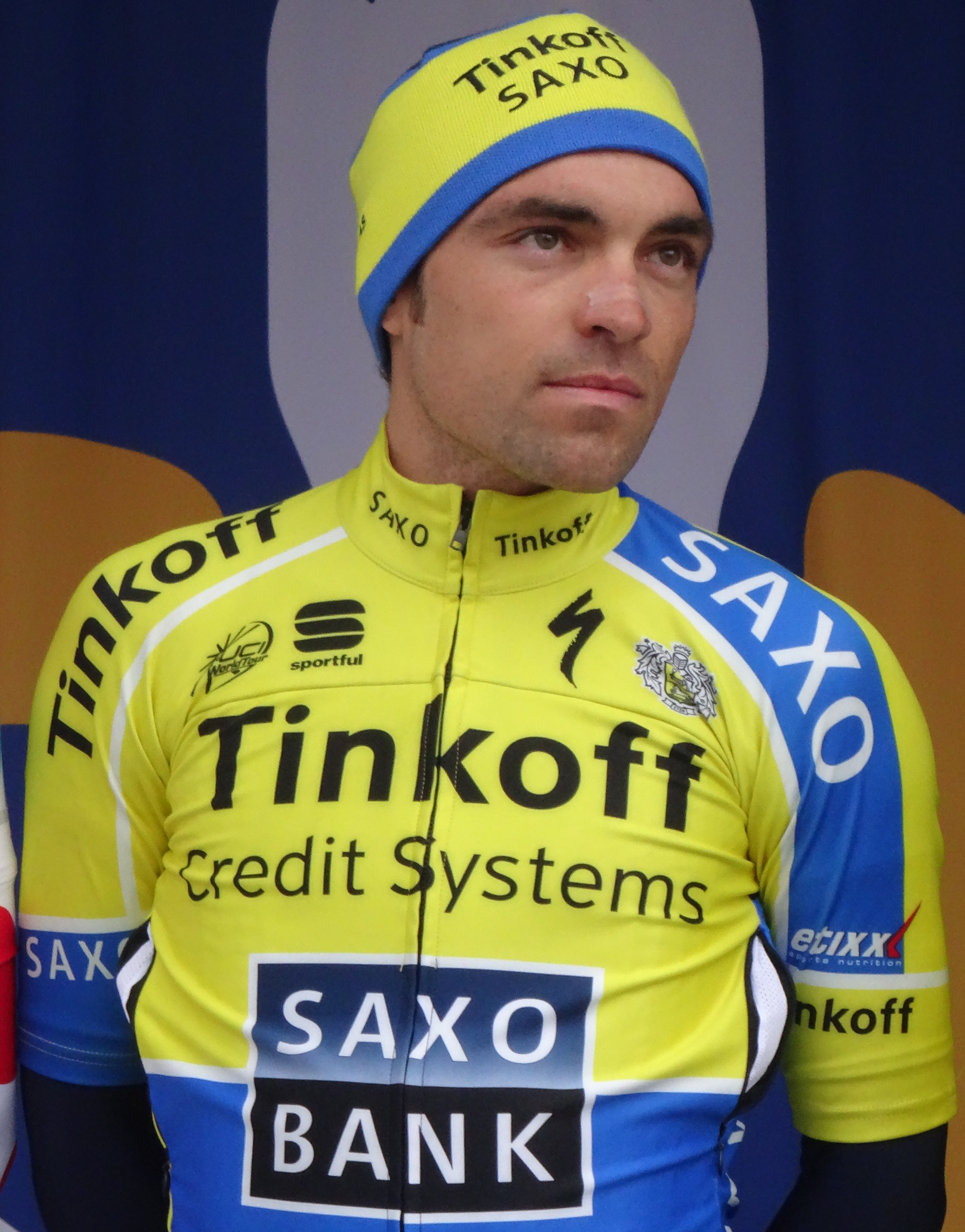
Oliver Zaugg.

## Bilan de la saison

### Victoires

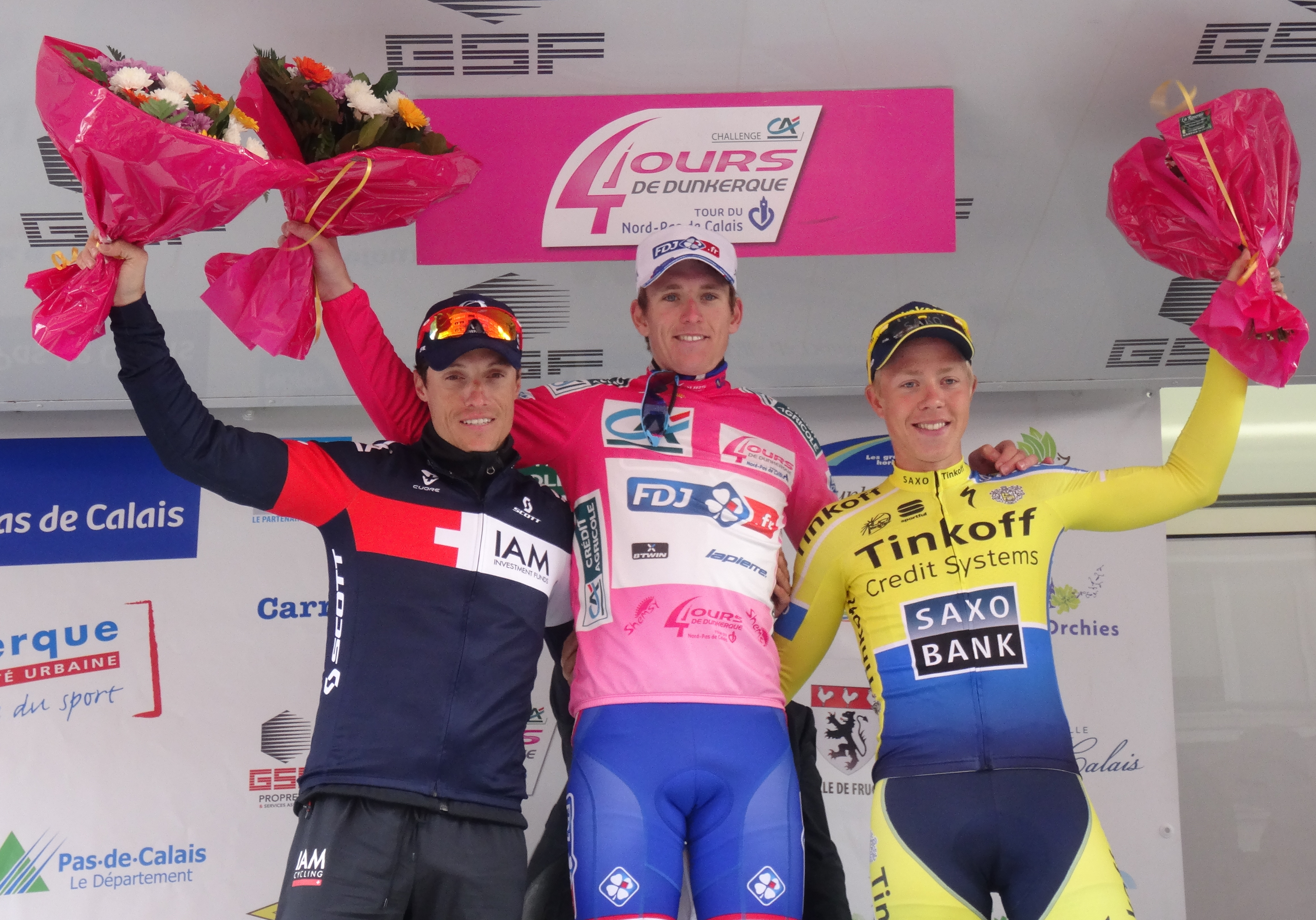
Podium de l'édition 2014 des Quatre Jours de Dunkerque : Sylvain Chavanel (2e), Arnaud Démare (1er), et Michael Valgren (3e).

| Date       | Course                                    | Pays       | Classe | Vainqueur        |
| ---------- | ----------------------------------------- | ---------- | ------ | ---------------- |
| 22/02/2014 | 4e étape du Tour de l'Algarve             | Portugal   | 2.1    | Alberto Contador |
| 15/03/2014 | 4e étape de Tirreno-Adriatico             | Italie     | WT     | Alberto Contador |
| 16/03/2014 | 5e étape de Tirreno-Adriatico             | Italie     | WT     | Alberto Contador |
| 18/03/2014 | Classement général de Tirreno-Adriatico   | Italie     | WT     | Alberto Contador |
| 07/04/2014 | 1re étape du Tour du Pays basque          | Espagne    | WT     | Alberto Contador |
| 12/04/2014 | Classement général du Tour du Pays basque | Espagne    | WT     | Alberto Contador |
| 21/05/2014 | 11e étape du Tour d'Italie                | Italie     | WT     | Michael Rogers   |
| 31/05/2014 | 20e étape du Tour d'Italie                | Italie     | WT     | Michael Rogers   |
| 06/06/2014 | 2e étape du Tour de Luxembourg            | Luxembourg | 2.HC   | Matti Breschel   |
| 07/06/2014 | 3e étape du Tour de Luxembourg            | Luxembourg | 2.HC   | Matti Breschel   |
| 08/06/2014 | Classement général du Tour de Luxembourg  | Luxembourg | 2.HC   | Matti Breschel   |
| 21/06/2014 | 2e étape de la Route du Sud               | France     | 2.1    | Nicolas Roche    |
| 22/06/2014 | Classement général de la Route du Sud     | France     | 2.1    | Nicolas Roche    |
| 29/06/2014 | Championnat du Danemark sur route         | Danemark   | CN     | Michael Valgren  |
| 11/07/2014 | 6e étape du Tour d'Autriche               | Autriche   | 2.HC   | Evgueni Petrov   |
| 19/07/2014 | 14e étape du Tour de France               | France     | WT     | Rafał Majka      |
| 22/07/2014 | 16e étape du Tour de France               | France     | WT     | Michael Rogers   |
| 23/07/2014 | 17e étape du Tour de France               | France     | WT     | Rafał Majka      |
| 07/08/2014 | 5e étape du Tour de Pologne               | Pologne    | WT     | Rafał Majka      |
| 08/08/2014 | 3e étape du Tour du Danemark              | Danemark   | 2.HC   | Manuele Boaro    |
| 08/08/2014 | 6e étape du Tour de Pologne               | Pologne    | WT     | Rafał Majka      |
| 09/08/2014 | Classement général du Tour de Pologne     | Pologne    | WT     | Rafał Majka      |
| 10/08/2014 | Classement général du Tour du Danemark    | Danemark   | 2.HC   | Michael Valgren  |
| 08/09/2014 | 16e étape du Tour d'Espagne               | Espagne    | WT     | Alberto Contador |
| 13/09/2014 | 20e étape du Tour d'Espagne               | Espagne    | WT     | Alberto Contador |
| 14/09/2014 | Classement général du Tour d'Espagne      | Espagne    | WT     | Alberto Contador |

### Résultats sur les courses majeures
Les tableaux suivants représentent les résultats de l'équipe dans les principales courses du calendrier international (les cinq classiques majeures et les trois grands tours). Pour chaque épreuve est indiqué le meilleur coureur de l'équipe, son classement ainsi que les accessits glanés par Tinkoff-Saxo sur les courses de trois semaines.

#### Classiques
| Classique            | Milan-San Remo        | Tour des Flandres    | Paris-Roubaix        | Liège-Bastogne-Liège | Tour de Lombardie     |
| -------------------- | --------------------- | -------------------- | -------------------- | -------------------- | --------------------- |
| Coureur (classement) | Daniele Bennati (18e) | Nicki Sørensen (13e) | Nikolay Trusov (35e) | Roman Kreuziger (7e) | Roman Kreuziger (23e) |

#### Grands tours
| Grand tour           | Tour d'Italie                         | Tour de France                                                                                      | Tour d'Espagne                                                                       |
| -------------------- | ------------------------------------- | --------------------------------------------------------------------------------------------------- | ------------------------------------------------------------------------------------ |
| Coureur (classement) | Rafał Majka (6e)                      | Michael Rogers (26e)                                                                                | Alberto Contador (1er)                                                               |
| Accessits            | 2 victoires d'étapes (Michael Rogers) | 3 victoires d'étapes (Rafał Majka (2) et Michael Rogers) et Grand Prix de la montagne (Rafał Majka) | 2 victoires d'étapes, classement général et classement du combiné (Alberto Contador) |

### Classement UCI
L'équipe Tinkoff-Saxo termine à la troisième place du World Tour avec 1 186 points. Ce total est obtenu par l'addition des 120 points amenés par la 5e place du championnat du monde du contre-la-montre par équipes et des points des cinq meilleurs coureurs de l'équipe au classement individuel que sont Alberto Contador, 2e avec 620 points, Rafał Majka, 20e avec 241 points, Roman Kreuziger, 39e avec 135 points, Michael Rogers, 82e avec 60 points, et Daniele Bennati, 141e avec 10 points,.
| Rang | Coureur          | Points |
| ---- | ---------------- | ------ |
| 2    | Alberto Contador | 620    |
| 20   | Rafał Majka      | 241    |
| 39   | Roman Kreuziger  | 135    |
| 82   | Michael Rogers   | 60     |
| 141  | Daniele Bennati  | 10     |
| 143  | Oliver Zaugg     | 9      |
| 183  | Jay McCarthy     | 4      |
| 193  | Nicolas Roche    | 3      |
| 224  | Matti Breschel   | 1      |